# 風俗店の歴史
風俗店の歴史（ふうぞくてんのれきし）では、日本における風俗店やそれに準ずる各種商業等の歴史を解説する。

## 太平洋戦争後・売春防止法制定まで

### RAA
太平洋戦争後、日本政府は「進駐軍が良家の婦女を強姦するのではないか」と危惧し、急遽、遊廓・私娼・芸妓屋などの業者を集め、特殊慰安施設協会（RAA）という組織を作らせた。

### パンパン
太平洋戦争後の売春婦、街娼、私娼。進駐軍を主な客とした。

### オンリー
太平洋戦争後に進駐軍の特定の相手とだけ交渉をもった売春婦。

### 赤線
GHQの指令による公娼制度廃止後、太平洋戦争前の遊廓・私娼などが看板を変えて営業していたもの。1958年の売春防止法施行に伴い消滅した。

## 売春防止法制定後

### トルコ風呂
個室付きのサウナ風呂。個室であることから、間もなく性的なサービスが行われるようになった。当初は手で男性器に刺激を加える「スペシャルサービス」（おスペ）が主流であった。次第に「本番サービス」（性交）を行う店が多くなり、取締り当局も次第に黙認するようになった。単なる性交を行うだけでなく、「アワ踊り」「マット」などの性技が次々に開発されていった。1984年、トルコ人留学生の抗議によりソープランドに改称された。
なお、本場のトルコ風呂についてはハンマームを参照。

### ピンクサロン
ピンクサロンは法的には飲食店であり酒類を提供する。

### ノーパン喫茶
従業員が下着を履かない喫茶店。一般的に従業員は女性である。上半身はおっぱいを露わにし、下半身は見えそうで見えないがやはり見えるミニスカートと言うのが典型的なコスチュームで、最盛期には東京で200店舗近く、大阪でも100 - 140店舗以上が見られたという。
1978年または1981年、京都西賀茂で誕生したなどの諸説がある。別冊宝島の記述によると、1981年のサブカル・流行とある。『週刊現代』によれば、1978年10月に「ジャーニー」または「ジャニー」と言う店舗が開店したのが嚆矢だという。山本晋也は、発祥の地については大阪・福岡(『週刊新潮』によれば1979年、博多に「ピンク喫茶」)・京都(『週刊新潮』によれば1980年に博多の「ピンク喫茶」から飛び火して「ノーパン喫茶」が成立)・東京と諸説あり、よくわからないとする。その後1980年12月には大阪に「あべのスキャンダル」が開店した(『週刊現代』によれば、この店舗は、ノーパンラーメンやノーパン牛丼にも手を広げたと言う)。
『週刊現代』によれば、当初はノーパンにストッキングと言ういでたちが一般的であったが、サービスは過激化し、前張りで済ませる店舗や、従業員のスカートの下は何もなしの、正真正銘のノーパンと言う店舗もあったと言う。陰毛を剃っていなければセーフだ、いや陰毛はすぐに生えてくるから剃った部分も陰毛と見なすべきだ、などとの議論もあったという。
また、広岡はこの産業に個室と“抜き”、即ち射精に至る性的サービスが加わり、ファッションヘルスが産まれたとする。『週刊現代』も、客を射精させるようなサービスがあったとしている。
なお後述するイヴによれば、従業員の給与は2時間で6000円と、当時の貨幣価値からすれば高額と言えるものであった。
ノーパン喫茶の大流行は『週刊新潮』によれば、大阪天王寺駅近くの「スキャンダル」(前述した「あべのスキャンダル」と同一店舗であるかどうかは不明)からであったと言う。
1981年3月の週刊誌では、『週刊新潮』昭和56年3月5日号では関西を席巻したノーパン喫茶が東京進出、『週刊現代』3月12日号では大増殖したノーパン・トップレス喫茶の内幕、『週刊サンケイ』3月19日号ではノーパン喫茶突撃体験、などといった言及が見られていたという。
しかしブームは長くは続かず、『週刊サンケイ』が昭和56年7月16日号(1981年)ではノーパン喫茶は夏を越せないとされ、『週刊現代』(昭和58年5月14日号と思われる)によれば、1982年にはブームは鎮静化し、店舗数は最盛期の1/18程度になっていたという。
その後1984年の改正風俗営業法が施行されると、フロア+個室という業態に対する規定がないため、営業が認められなくなる。その際に少なくない店舗がファッションヘルスなどに転業した。
新宿歌舞伎町のノーパン喫茶嬢出身のイヴはテレビ番組トゥナイトで紹介されたほか、1983年9月に風俗雑誌に紹介され人気を博し、1984年には日活ロマンポルノにも出演した。
みうらじゅんによれば、1998年ごろに話題となったノーパンしゃぶしゃぶに比べ、利用者層は若い傾向があったという。
その他ノーパン喫茶以前の、セクシー系喫茶店として、イエロージャーナルに言及がある。同サイトによれば、永井荷風 1932年 『摘録 断腸亭日乗（上）』(岩波文庫)に「エロ喫茶」が紹介されており、「女給テーブルの下にもぐり込み、男の物を口に入れて気をやらせる由評判あり」というものであったと言い、これはピンサロの原点ではないかとしているが、その後『サンデー毎日』 昭和30年12月18日号 には「ヌード喫茶よ、さようなら」なる記事が確認でき、ヌード喫茶の嚆矢は1955年9月、大阪にできた店舗であり、従業員は下着を着けてはいたものの、その後3カ月で27店舗が立ち上げられたという。サービスの過激化も進んだが、公安委員会の介入により、大阪・京都・神戸の各ヌード喫茶は閉店の憂き目にあったとしている。
その後、『週刊平凡』昭和35年8月3日号では、「百円のセクシー・ムードはいかが？」との記事で、東京で「お色気喫茶が流行している」と報じられた。従業員の衣装は水着に近いものだったが、乳房や太ももに触れること、いわゆる「お触り」が可能であると紹介されていたらしい。『週刊朝日』 昭和42年11月10日号でも、「下着喫茶」が言及されている。

### ノーパンしゃぶしゃぶ
ミニスカートの下がノーパンの女性店員が接客するしゃぶしゃぶ料理店。

### 愛人バンク
愛人を持ちたい男性と、愛人になってお金を得たい女性を取り持つクラブや業者。
1981年、当時23歳であった美貌の女性社長が創業したとのふれこみで、「愛人バンク 夕ぐれ族」が社会現象となった。社長自ら「笑っていいとも」（フジテレビ）や「トゥナイト」（テレビ朝日）等のマスコミに、大きく電話番号を記したTシャツで登場し、ブームに拍車をかけた。この女性社長は自らを「両親は外交官、自分は上智大卒」と称していた。社名の「夕暮れ族」とは“中高年サラリーマン”のことで、中高年サラリーマンがデート（実際には売春）をするデートクラブである。
所属する女性たちは女子大生が中心と宣伝していたが、実際は女子大生もいたという程度であった。
1982年には、有閑マダムと愛人男性という男女逆のケースも企画し、「笑っていいとも」の美少年コンテストに、実際には所属していないタレント志望の美少年を「夕暮れ族」所属として社長推薦で出場、優勝させた。この番組を見て、小遣い目当ての若い男性200人以上が登録したが、女性夕暮れ族となる有閑マダムの登録はゼロだった。
1983年、警視庁が売春斡旋容疑で14軒を摘発し、595件、68人を検挙、夕暮れ族は壊滅した。逮捕された女性社長はただの雇われ社長で、実質の経営者はキャッチセールス等、詐欺まがいの商売を複数行っていた。また、広告塔でもあった女性社長の実家はクリーニング屋で、学歴は夜間高校卒であった。
のちの時代に「愛人バンク」を名乗るデートクラブが誕生するが、「愛人バンク」と言えば80年代の「夕暮れ族」を意味するほどの一大ブームであった。

### マントル
マンショントルコ風呂の略。賃貸マンションで風俗営業を行う。室内を区分けして個室空間をつくり、そこで売春を行う。売春を行う女性従業員を「マントル嬢」という。非合法の売春行為であり、暴力団の資金源となった。
客の頻繁出入り・マントル嬢の悶え声等でマンション隣人からの苦情が多く、警察に摘発されるケースが相次いだ。そのため業者およびマントル嬢にとってより安全なホテトルへ移行していった。

### ホテトル
ホテルトルコの略。ホテルで、女の子を呼び出しができる風俗の出張サービス。非合法の売春行為であり、暴力団の資金源となった。

### 性感エステ
女性従業員が男性客にマッサージを行う店。疲労回復のための本格的なリンパマッサージをしたのち、手コキでの射精が行われる。近年では女性向けの性感エステを行うサロンも増加している。

### SMクラブ
主にマゾ客をサディスト役の女性従業員（女王様（S嬢））がいたぶるMプレイと、サド客がマゾヒスト役の女性従業員（M嬢）をいたぶるSプレイに分かれる。店・女性従業員・客のそれぞれの傾向によって様々なプレイが展開する。主なプレイ内容には、軽い縛り・低温蝋燭などのソフトなプレイから、鞭・ビンタ・蹴り・吊るしなどのハードもの、その他パンティストッキングを履かせたりするフェチストや、排泄関連のマニアックなもの（スカトロ）も存在し、客は通常の性風俗に比べて特殊な性癖を満たすことが出来る。

### 女性用風俗
女性を対象にしたデリバリーヘルス。性感マッサージ店。従事する男性はセラピストと呼ばれる。歴史は古く1980年代には存在。2000年代にも札幌や福岡に存在したが長くは続かなかった。多くは男性向けのやり方をそのまま女性向けに転換したものだったが、ホスピタリティーを重視させた店舗が現れた2010年代後半からネット媒体やニュースに取り上げられ、口コミサイトなども現れるようになる。2024年には女性用風俗を舞台にしたテレビドラマ『買われた男』が放送された。同年公開の映画『はじまらない恋』でも利用者視点から女性用風俗が描かれた。
男性用とは、顧客の多くがセラピストを指名して利用すること。即日利用する顧客は少なく、多くが一か月に予約を入れ当日までの余韻で高揚感を高める傾向にあるのが違いだとアダルトメディア研究家の安田理央は指摘しており、男性向け風俗の女性版というよりも、ホストクラブの延長線、性的サービスを伴うホストのような利用がされている。これは男性の射精といったわかりやすい終着点があるわけではないことから、時間いっぱいまでサービスをしてほしいという利用傾向にも表れており、セラピストもやってほしいこと、やってほしくないことを聞くカウンセリングに、男性用と比べると長い10分超の時間をかける。